# Боди, Енё
Енё Боди (венг. Bódi Jenő, р.10 августа 1963) — венгерский борец греко-римского стиля, призёр чемпионатов Европы.

## Биография
Родился в 1963 году в Надькёрёше. В 1987 году стал бронзовым призёром чемпионата Европы. В 1988 году стал чемпионом Европы, а кроме того принял участие в Олимпийских играх в Сеуле и занял там 4-е место. В 1990 году стал серебряным призёром чемпионата Европы. В 1992 году стал бронзовым призёром чемпионата Европы, а кроме того принял участие в Олимпийских играх в Барселоне и занял там 5-е место. В 1993 году стал бронзовым призёром чемпионата Европы.